# David McGregor
David Blain McGregor (7 febbraio 1909 – Johnstone, 1990) è stato un pallanuotista britannico.
Ha partecipato alle Olimpiadi di Berlino 1936, dove ha giocato tre partite.
È stato anche capitano della nazionale scozzese.
Era il padre di Robert McGregor, nuotatore medagliato alle Olimpiadi del 1964.